# Patinage artistique aux Jeux olympiques de 1948
Navigation
Garmisch-Partenkirchen 1936 Oslo 1952
Les épreuves de patinage artistique aux Jeux olympiques d'hiver de 1948 se déroulent du 2 au 7 février 1948 à la patinoire olympique de Saint-Moritz en Suisse, sur le même site que les Jeux de 1928. 
Les compétitions regroupent douze pays et soixante-quatre athlètes (vingt-sept hommes et trente-sept femmes). 
Trois épreuves sont disputées :
- Concours Messieurs (le 2 février pour les figures imposées et le 5 février pour le programme libre).
- Concours Dames (le 3 février pour les figures imposées et le 6 février pour le programme libre)
- Concours Couples (le 7 février)

## Participants
64 patineurs de 12 nations participent aux Jeux olympiques d'hiver de 1948 : 27 hommes et 37 femmes.
À la suite de la Seconde Guerre mondiale, les participations des athlètes d'Allemagne et du Japon sont interdites à toutes les compétitions sportives internationales jusqu'en 1951.  
Le Danemark participe pour la première fois aux épreuves de patinage artistique des Jeux olympiques d'hiver.
| Pays            | Participants Hommes                                                      | Participantes Femmes                                                                                        | Nombre d'hommes | Nombre de femmes | Nombre total |
| --------------- | ------------------------------------------------------------------------ | --- | --------------- | ---------------- | ------------ |
| Autriche        | Hellmut May Edi Rada Emil Ratzenhofer Helmut Seibt                       | Hildegard Appeltauer Susanne Giebisch Martha Musilek Bachem Eva Pawlik Herta Ratzenhofer Inge Solar         | 4               | 6                | 10           |
| Belgique        | Pierre Baugniet Fernand Leemans                                          | Micheline Lannoy                                                                                            | 2               | 1                | 3            |
| Canada          | Wallace Diestelmeyer                                                     | Suzanne Morrow Barbara Ann Scott Marilyn Ruth Take                                                          | 1               | 3                | 4            |
| Danemark        | Per Cock-Clausen                                                         | | 1               | 0                | 1            |
| États-Unis      | Dick Button James Grogan Peter Kennedy John Lettengarver Robert Swenning | Karol Kennedy Gretchen Merrill Eileen Seigh Yvonne Sherman                                                  | 5               | 4                | 9            |
| France          | Jacques Favart                                                           | Jacqueline du Bief Denise Favart                                                                            | 1               | 2                | 3            |
| Hongrie         | Ede Király László Nagy                                                   | Andrea Kékesy Éva Lindner Marianna Nagy Mária Saáry                                                         | 2               | 4                | 6            |
| Italie          | Carlo Fassi                                                              | Grazia Barcellona                                                                                           | 1               | 1                | 2            |
| Norvège         | Allan Fjeldheim                                                          | Marit Henie Margot Walle                                                                                    | 1               | 2                | 3            |
| Royaume-Uni     | John Nicks Graham Sharp Dennis Silverthorne                              | Bridget Shirley Adams Jeannette Altwegg Marion Davies Jill Hood-Linzee Jennifer Nicks Winifred Silverthorne | 3               | 6                | 9            |
| Suisse          | Karl Enderlin Hans Gerschwiler Hans Kuster                               | Doris Blanc Lotti Höner Maja Hug Luny Unold                                                                 | 3               | 4                | 7            |
| Tchécoslovaquie | Ladislav Čáp Zdeněk Fikar Karel Vosátka                                  | Blažena Knittlová Dagmar Lerchová Jirína Nekolová Alena Vrzáňová                                            | 3               | 4                | 7            |
| Total           | Total                                                                    | Total | 27              | 37               | 64           |

## Podiums
| Épreuves                      | Or                                 | Argent                      | Bronze                                |
| ----------------------------- | ---------------------------------- | --------------------------- | ------------------------------------- |
| Messieurs résultats détaillés | Dick Button                        | Hans Gerschwiler            | Edi Rada                              |
| Dames résultats détaillés     | Barbara Ann Scott                  | Eva Pawlik                  | Jeannette Altwegg                     |
| Couples résultats détaillés   | Micheline Lannoy / Pierre Baugniet | Andrea Kékessy / Ede Király | Suzanne Morrow / Wallace Diestelmeyer |

## Tableau des médailles
| Rang  | Pays        | Médaille d'or, Jeux olympiques | Médaille d'argent, Jeux olympiques | Médaille de bronze, Jeux olympiques | Total |
| 1     | Canada      | 1                              | 0                                  | 1                                   | 2     |
| 2     | Belgique    | 1                              | 0                                  | 0                                   | 1     |
| 2     | États-Unis  | 1                              | 0                                  | 0                                   | 1     |
| 4     | Autriche    | 0                              | 1                                  | 1                                   | 2     |
| 5     | Hongrie     | 0                              | 1                                  | 0                                   | 1     |
| 5     | Suisse      | 0                              | 1                                  | 0                                   | 1     |
| 7     | Royaume-Uni | 0                              | 0                                  | 1                                   | 1     |
| Total | Total       | 3                              | 3                                  | 3                                   | 9     |

## Détails des compétitions

### Messieurs
| Rang | Nom                  | Nation          | Places | Points  | Fig. impo. | Prog. libre |
| ---- | -------------------- | --------------- | ------ | ------- | ---------- | ----------- |
| 1    | Dick Button          | États-Unis      | 10.0   | 191.177 | 1          | 1           |
| 2    | Hans Gerschwiler     | Suisse          | 23.0   | 181.122 | 2          | 3           |
| 3    | Edi Rada             | Autriche        | 24.0   | 178.133 | 5          | 2           |
| 4    | John Lettengarver    | États-Unis      | 36.0   | 176.400 | 4          | 2           |
| 5    | Ede Király           | Hongrie         | 42.0   | 174.400 | 5          | 5           |
| 6    | James Grogan         | États-Unis      | 62.0   | 168.711 | 9          | 6           |
| 7    | Graham Sharp         | Royaume-Uni     | 67.0   | 167.044 | 6          | 8           |
| 8    | Hellmut May          | Autriche        | 68.0   | 165.666 | 7          | 7           |
| 9    | Helmut Seibt         | Autriche        | 79.0   | 162.655 | 8          | 12          |
| 10   | Ladislav Čáp         | Tchécoslovaquie | 96.0   | 160.233 | 10         | 11          |
| 11   | Fernand Leemans      | Belgique        | 104.0  | 157.822 | 11         | 14          |
| 12   | Wallace Diestelmeyer | Canada          | 110.0  | 156.322 | 13         | 9           |
| 13   | Zdeněk Fikar         | Tchécoslovaquie | 114.0  | 154.155 | 12         | 13          |
| 14   | Karl Enderlin        | Suisse          | 110.0  | 154.244 | 14         | 10          |
| 15   | Carlo Fassi          | Italie          | 135.0  | 145.966 | 16         | 15          |
| 16   | Per Cock-Clausen     | Danemark        | 135.0  | 145.533 | 15         | 16          |

### Dames
| Rang | Nom                   | Nation          | Places | Points  | Fig. impo. | Prog. libre |
| ---- | --------------------- | --------------- | ------ | ------- | ---------- | ----------- |
| 1    | Barbara Ann Scott     | Canada          | 11.0   | 163.077 | 1          | 1           |
| 2    | Eva Pawlik            | Autriche        | 24.0   | 156.166 | 3          | 2           |
| 3    | Jeannette Altwegg     | Royaume-Uni     | 28.0   | 394.7   | 2          | 6           |
| 4    | Jirína Nekolová       | Tchécoslovaquie | 34.0   | 154.088 | 4          | 4           |
| 5    | Alena Vrzáňová        | Tchécoslovaquie | 44.0   | 153.044 | 7          | 3           |
| 6    | Yvonne Sherman        | États-Unis      | 62.0   | 149.833 | 8          | 5           |
| 7    | Bridget Shirley Adams | Royaume-Uni     | 69.0   | 148.644 | 5          | 16          |
| 8    | Gretchen Merrill      | États-Unis      | 73.0   | 148.466 | 6          | 11          |
| 9    | Martha Musilek Bachem | Autriche        | 103.0  | 144.456 | 14         | 7           |
| 10   | Marion Davies         | Royaume-Uni     | 104.0  | 144.766 | 11         | 12          |
| 11   | Eileen Seigh          | États-Unis      | 110.0  | 144.111 | 10         | 10          |
| 12   | Marilyn Ruth Take     | Canada          | 110.5  | 143.722 | 12         | 13          |
| 13   | Dagmar Lerchová       | Tchécoslovaquie | 112.0  | 144.433 | 15         | 8           |
| 14   | Suzanne Morrow        | Canada          | 117.0  | 143.655 | 9          | 15          |
| 15   | Maja Hug              | Suisse          | 137.0  | 141.522 | 13         | 19          |
| 16   | Jacqueline du Bief    | France          | 147.5  | 139.022 | 16         | 21          |
| 17   | Mária Saáry           | Hongrie         | 142.0  | 140.944 | 17         | 14          |
| 18   | Hildegard Appeltauer  | Autriche        | 155.0  | 139.300 | 18         | 20          |
| 19   | Jill Hood-Linzee      | Royaume-Uni     | 145.0  | 140.200 | 19         | 18          |
| 20   | Inge Solar            | Autriche        | 186.0  | 135.444 | 23         | 9           |
| 21   | Éva Lindner           | Hongrie         | 192.0  | 134.188 | 22         | 17          |
| 22   | Marit Henie           | Norvège         | 194.0  | 133.111 | 21         | 23          |
| 23   | Lotti Höner           | Suisse          | 186.0  | 134.211 | 20         | 22          |
| 24   | Grazia Barcellona     | Italie          | 218.0  | 122.211 | 25         | 24          |
| 25   | Doris Blanc           | Suisse          | 221.0  | 122.622 | 24         | 25          |

### Couples
| Rang    | Nom                                         | Nation          | Places | Points |
| ------- | ------------------------------------------- | --------------- | ------ | ------ |
| 1       | Micheline Lannoy / Pierre Baugniet          | Belgique        | 17.5   | 11.227 |
| 2       | Andrea Kékesy / Ede Király                  | Hongrie         | 26.0   | 11.109 |
| 3       | Suzanne Morrow / Wallace Diestelmeyer       | Canada          | 31.0   | 11.000 |
| 4       | Yvonne Sherman / Robert Swenning            | États-Unis      | 53.0   | 10.581 |
| 5       | Winifred Silverthorne / Dennis Silverthorne | Royaume-Uni     | 53.0   | 10.572 |
| 6       | Karol Kennedy / Peter Kennedy               | États-Unis      | 59.5   | 10.536 |
| 7       | Marianna Nagy / László Nagy                 | Hongrie         | 89.0   | 9.909  |
| 8       | Jennifer Nicks / John Nicks                 | Royaume-Uni     | 98.0   | 9.700  |
| 9       | Herta Ratzenhofer / Emil Ratzenhofer        | Autriche        | 111.5  | 9.436  |
| 10      | Margot Walle / Allan Fjeldheim              | Norvège         | 118.5  | 9.281  |
| 11      | Susanne Giebisch / Helmut Seibt             | Autriche        | 117.5  | 9.290  |
| 12      | Luny Unold / Hans Kuster                    | Suisse          | 120.0  | 9.281  |
| 13      | Grazia Barcellona / Carlo Fassi             | Italie          | 121.5  | 9.263  |
| 14      | Denise Favart / Jacques Favart              | France          | 139.0  | 8.700  |
| Forfait | Blažena Knittlová / Karel Vosátka           | Tchécoslovaquie |        |        |